# 2050-2059
De jaren 2050-2059 (van de christelijke of gangbare jaartelling) zijn een decennium in de 21e eeuw.

## Gebeurtenissen en ontwikkelingen
- Pakistan wil tegen 2050 volledig onafhankelijk zijn van energie van andere landen door gebruik te maken van kernenergie.[1]
- De Amerikaanse luchtmacht zal de B-52-bommenwerper uit gebruik nemen.
- In het kader van een in juli 2016 aangekondigd plan wil Nieuw-Zeeland tegen 2050 alle niet-inheemse ratten, opossums en marterachtigen uitroeien.[2]
- In april 2051 bereikt een van de METI-boodschappen zijn bestemming: de ster Gliese 777. De boodschappen zijn in 1999 in het kader van het Cosmic Call-programma door de RT-70-radiotelescoop bij Jevpatorija verstuurd.
- Op 30 maart 2052 zal er een zonsverduistering zijn.
- Op 12 september 2053 zal er een zonsverduistering zijn.
- Op 24 juli 2055 zal er een zonsverduistering zijn.
- Op 26 december 2057 zal er een zonsverduistering zijn.
- Januari 2059: Een METI-bericht, genaamd Teen Age Message, verzonden van de 70 meter hoge radar Jevpatorija, zal aankomen op de sterren HD 126053 en HD 193664.
- Op 11 mei 2059 zal er een zonsverduistering zijn.

<< · 2050 · 2051 · 2052 · 2053 · 2054 · 2055 · 2056 · 2057 · 2058 · 2059 · >>
<< · 2000-2009 · 2010-2019 · 2020-2029 · 2030-2039 · 2040-2049 · 2050-2059 · 2060-2069 · 2070-2079 · 2080-2089 · 2090-2099 · >>